# 중력파천문학

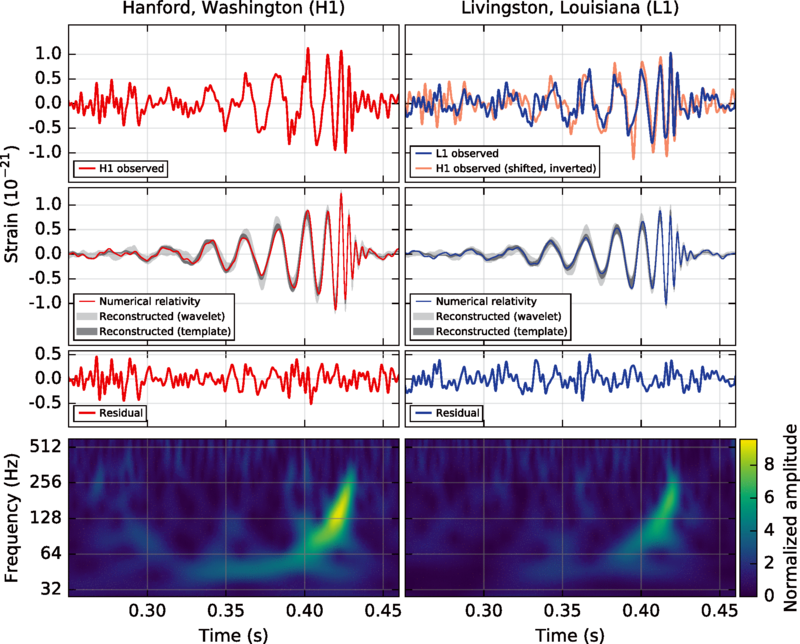
LIGO와 VIRGO 간섭계의 중력파 최초 관측에 대한 데이터

중력파 천문학(Gravitational-wave astronomy)은 중력파(알베르트 아인슈타인의 일반 상대성이론에서 예측한 시공간의 미세한 왜곡)를 관측하여 중성자별과 블랙홀 같은 천체, 초신성과 같은 사건, 대폭발(빅뱅) 직후 초기 우주 등의 과정에 대해 비교적 독특한 데이터를 수집하고 추론하는 새롭게 떠오르는 과학 분야이다.

## 개요
중력파는 궤도 쌍성 시스템의 가속 질량에 의해 생성되는 중력 강도의 파동으로, 빛의 속도로 파원에서 바깥쪽으로 파동으로 전파된다. 1893년 올리버 헤비사이드가 처음 제안한 후 1905년 앙리 푸앵카레가 전자기파와 유사하지만 중력에 해당하는 파동으로 제안했다.
중력파는 나중에 알베르트 아인슈타인에 의해 일반 상대성이론에 근거하여 시공간에 파문을 일으키는 파동으로 1916년에 예측되었다. 나중에 그는 중력파를 받아들이지 않았다. 중력파는 전자기 복사와 유사한 복사 에너지의 한 형태인 중력 복사로서 에너지를 전달한다. 고전 역학의 일부인 뉴턴의 만유인력의 법칙은 물리적 상호작용이 순간적으로 전파된다(무한한 속도로)는 가정을 전제로 하기 때문에 중력파의 존재를 설명하지 못하며, 이는 뉴턴 물리학의 방법이 상대성 이론과 관련된 현상을 설명할 수 없는 한 가지 방법을 보여준다.
중력파의 존재에 대한 최초의 간접적 증거는 1974년 헐스-테일러 쌍성 펄서(Hulse–Taylor binary pulsar)의 궤도 붕괴를 관찰한 결과였는데, 이 붕괴는 중력 복사에 의해 에너지가 손실되면서 일반 상대성이론에서 예측한 붕괴와 일치하는 것으로 나타났다. 1993년 러셀 앨런 헐스와 조지프 후턴 테일러 주니어는 이 발견으로 노벨 물리학상을 수상했다.
중력파의 직접적인 관측은 2015년 루이지애나주 리빙스턴과 워싱턴주 핸포드에 있는 LIGO 중력파 검출기에서 두 블랙홀의 병합에 의해 생성된 신호가 수신된 이후부터 이루어졌다. 2017년 노벨 물리학상은 중력파를 직접 검출하는 데 기여한 라이너 바이스, 킵 손 및 배리 배리시에게 수여되었다.
중력파 천문학에서는 중력파 관측을 통해 중력파의 파원들에 대한 데이터를 추론한다. 이러한 방식으로 연구할 수 있는 중력파 파원들으로는 백색왜성들, 중성자별들, 블랙홀들로 구성된 쌍성계들, 초신성들과 같은 사건들 및 대폭발(빅뱅) 직후  초기 우주 형성 등이 있다.

## 도구 및 과제
검출기 간의 협력은 각각의 사양과 감도가 다르기 때문에 독특하고 가치 있는 정보를 수집하는 데 도움이 된다. 미국 워싱턴과 LA에 있는 두 개의 레이저 간섭계 중력파 관측소(LIGO) 검출기, 이탈리아 유럽 중력 천문대(European Gravitational Observatory)의 VIRGO 간섭계, 독일의 GEO600 및 일본의 카미오카 중력파 검출기(KAGRA) 등 수 마일/킬로미터에 걸쳐 있는 여러 지상 기반 레이저 간섭계가 있다. LIGO, VIRGO, KAGRA는 지금까지 공동 관측을 해왔지만, GEO600은 장비의 감도가 낮아 현재 시험 및 시험 가동에 활용되고 있으며, 최근에는 다른 장비와의 공동 가동에 참여하지 않고 있다.

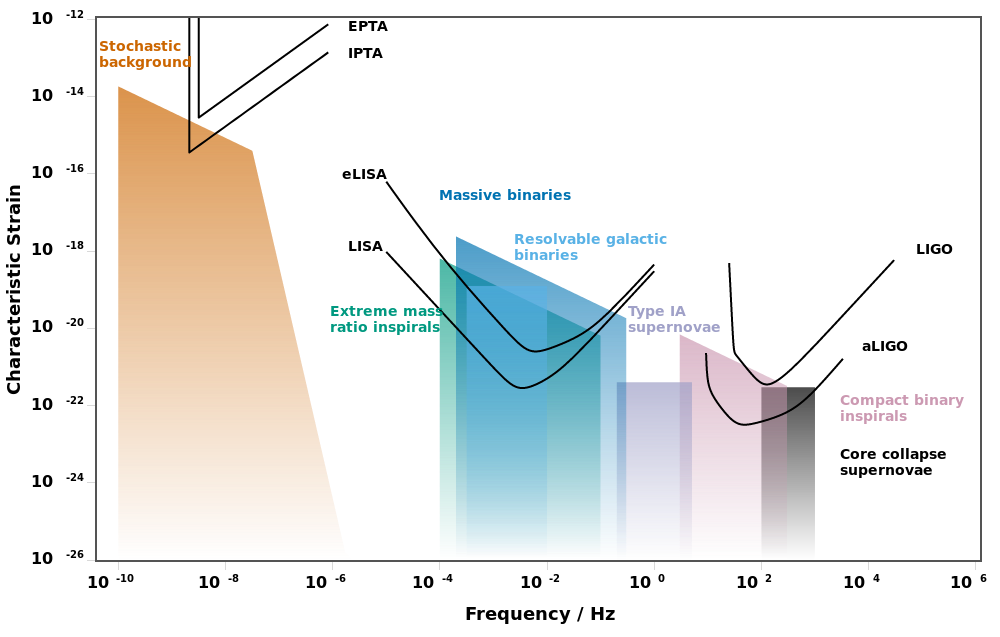
주파수에 따른 다양한 중력파 검출기의 잡음 곡선. 매우 낮은 주파수에서는 펄서 타이밍 어레이, 낮은 주파수에서는 우주 기반 검출기, 높은 주파수에서는 지상 기반 검출기가 있다. 잠재적 천체물리학적 파원들의 특징적인 변형도 표시된다. 신호의 특성 변형이 잡음 곡선보다 커야 감지할 수 있다.

### 고주파
2015년, 라이고 프로젝트는 레이저 간섭계를 사용하여 중력파를 직접 관측한 최초의 프로젝트이다. 라이고 검출기는 두 항성질량 블랙홀의 병합에서 발생하는 중력파를 관측하여 일반 상대성 이론의 예측과 일치하는 결과를 얻었다. 이 관측은 항성질량 블랙홀 쌍성계의 존재를 입증했으며, 중력파를 직접 탐지하고 쌍성 블랙홀 병합을 관측한 최초의 사례이다. 이 발견은 중력파 천문학을 사용하여 암흑 물질과 대폭발(빅뱅}에 대한 탐색과 탐구를 발전시킬 수 있다는 것을 확인했기 때문에 과학에 혁명적 인 것으로 특징 지워졌다.

### 저주파
대안적 관측 수단은 펄서 타이밍 어레이(PTA)를 사용하는 것이다. 유럽 펄서 타이밍 어레이(EPTA), 북미 중력파 나노헤르츠 관측소(North American Nanohertz Observatory for Gravitational Waves)(NANOGrav) 및 국제 펄서 타이밍 어레이(International Pulsar Timing Array)로 협력하는 파크스 펄서 타이밍 어레이(PPTA)의 세 컨소시엄들이 있다. 이들은 기존의 전파 망원경을 사용하지만 나노헤르츠 범위의 주파수에 민감하기 때문에 신호를 감지하는 데 수년간의 관측이 필요하며 또한 검출기 감도는 점차 향상된다. 현재의 한계는 천체물리학적 파원들에서 예상되는 한계에 근접하고 있다.

이론적 헬링스-다운 모형(점선 보라색)과 중력파 배경이 없는 경우(실선 녹색)와 비교된, 나노그래프(2023년)로 관측한 펄서간 상관관계 대 펄서간 각 분리의 도표

2023년 6월, 위에서 언급한 세 가지 및 중국 펄서 타이밍 어레이 등 네 개의 PTA 협력은 나노 헤르츠 중력파의 확률론적 배경에 대한 독립적이지만 유사한 증거를 제공했다. 각각은 이론적 헬링스-다운 곡선의 독립적 인 첫 번째 측정, 즉, 하늘에서의 각도 분리의 함수로서 두 펄서 사이의 4극성 상관관계는 관찰된 배경의 중력파 기원을 나타내는 신호이다. 이 배경의 출처는 아직 밝혀지지 않았지만 초대질량 블랙홀들의 쌍성들이 가장 유력한 후보이다.

### 중간 주파수
더 나아가 미래에는, 우주선 탐지기들의 가능성이 있다. 유럽우주국은 2034년 발사 예정인 L3 임무를 위해 중력파 임무를 선택했으며, 현재 개념은 진화형 레이저 간섭계 우주 안테나(eLISA)이다. 또한 일본의 DECIGO도 개발 중이다.

## 과학적 가치
천문학은 전통적으로 전자기복사에 의존해 왔다. 가시광선 대역에서 시작된 천문학은 기술이 발전함에 따라 전파에서 감마선에 이르기까지 전자기 스펙트럼의 다른 부분도 관측할 수 있게 되었다. 각각의 새로운 주파수 대역은 우주에 대한 새로운 관점을 제시하고 새로운 발견을 예고했다. 20세기에는 간접의 그리고 나중에는직접의 고에너지의 거대 입자에 대한 측정을 통해 우주에 대한 추가적인 창을 제공했다. 20세기 후반, 태양 중성미자(Solar neutrino)의 검출은 중성미자 천문학 분야를 확립하여 태양의 내부 작용과 같이 이전에는 접근할 수 없었던 현상에 대한 통찰력을 제공했다. 중력파 관측은 천체물리학 관측을 위한 또 다른 수단을 제공한다.
러셀 헐스와 조셉 테일러는 한 쌍의 중성자별(그중 하나는 펄서)의 궤도 붕괴가 중력 복사에 대한 일반 상대성이론의 예측에 부합한다는 것을 보여준 공로로 1993년 노벨 물리학상을 수상했다. 그 후, 다른 많은 쌍성 펄서(이중 펄서 시스템 한 개 포함)가 관측되었으며, 모두 중력파 예측에 부합한다. 2017년 노벨 물리학상은 중력파를 최초로 검출한 라이너 바이스, 킵 손 및 배리 배리시에게 수여되었다.
중력파는 다른 수단이 제공하는 정보에 보완적인 정보를 제공한다. 서로 다른 수단으로 관측한 단일 사건에 대한 관측을 결합하면, 그 근원의 속성을 더 완벽하게 이해할 수 있다. 이를 다중 메신저 천문학{Multi-messenger astronomy}이라고 한다. 중력파는 다른 수단으로는 보이지 않거나 거의 감지할 수 없는 시스템을 관측하는 데에도 사용할 수 있다. 예를 들어, 중력파는 블랙홀의 특성을 측정하는 독특한 방법을 제공한다.
중력파는 많은 시스템에서 방출될 수 있지만, 감지 가능한 신호를 생성하려면 광속의 상당 부분 속도로 움직이는 매우 거대한 물체로 구성되어야 한다. 주요 파원은 두 개의 컴팩트한 천체들로 이루어진 쌍성이다. 예시적인 시스템은 다음과 같다:
- 백색왜성들, 중성자별들 또는 블랙홀들과 같이 서로 가깝게 공전하는 항성 질량 천체 두 개로 구성된 컴팩트한 쌍성들. 궤도 주파수가 낮은 더 넓은 쌍성계는 LISA와 같은 검출기의 파원들이다.[26][27] 더 가까운 쌍성계는 LIGO와 같은 지상 기반 검출기에 신호를 생성한다.[28] 지상 기반 검출기는 잠재적으로 수백 태양 질량의 중간 질량 블랙홀을 포함하는 쌍성계를 감지할 수 있다.[29][30]
- 105~9의 태양 질량의 질량을 가진 두 개의 블랙홀로 구성된 초대질량 블랙홀인 쌍성 초대질량 블랙홀은 은하 중심에서 발견된다. 은하가 병합될 때 중앙의 초대질량 블랙홀도 병합될 것으로 예상된다.[31] 이들은 잠재적으로 가장 큰 중력파 신호이다. 가장 거대한 쌍성계는 PTA들의 파원이다.[32] 덜 거대한 쌍성계(약 백만 태양 질량)는 LISA와 같은 우주 운반 탐지기의 파원이다.[33]
- 초대질량 블랙홀을 공전하는 항성질량 소형 천체의 극한 질량비{extreme mass ratio inspiral} 시스템들[34] 이들은 LISA와 같은 검출기의 파원이다.[33] 매우 편심인 궤도를 가진 시스템은 가장 가까운 접근 지점을 통과할 때 중력 복사의 폭발을 생성한다.[35] 거의 원형 궤도를 가진 시스템, 내나선(inspiral}의 끝으로 예상되는, LISA의 주파수 대역 내에서 지속적으로 방출된다.[36] 극단 질량비 내나선들은 많은 궤도에서 관측될 수 있다. 따라서 배경 시공간 기하학에 대한 훌륭한 탐지가 되어 일반 상대성이론을 정밀하게 테스트할 수 있다.[37]

쌍성계 외에도 다른 잠재적 파원들이 있다:
- 초신성들은 중력파의 고주파 폭발을 생성하여 LIGO 또는 VIRGO로 감지 할 수 있다.[38]
- 회전하는 중성자별은 축 비대칭을 갖는 경우 지속적인 고주파의 발생원이다.[39][40]
- 급팽창 또는 상전이와 같은 초기 우주 과정.[41]
- 우주 끈이 존재한다면 중력 복사를 방출할 수도 있다.[42] 이러한 중력파의 발견은 우주끈의 존재를 확인시켜 줄 것이다.

중력파는 물질과 약하게만 상호작용한다. 이것이 중력파를 감지하기 어렵게 만드는 이유이다. 또한 중력파는 우주를 자유롭게 이동할 수 있으며 전자기파처럼 흡수되거나 산란되지 않는다. 따라서 초신성들의 중심이나 은하 중심과 같이 밀도가 높은 시스템의 중심까지 볼 수 있다. 또한 초기 우주는 재결합 이전에는 빛에는 불투명했지만 중력파에는 투명했기 때문에 전자기복사보다 더 먼 시간을 볼 수 있다.
중력파가 물질을 자유롭게 이동하는 능력은 또한 중력파 검출기가 망원경과 달리 단일 시야를 관찰하는 것이 아니라 전체 하늘을 관찰한다는 것을 의미한다. 검출기는 다른 방향보다 일부 방향에 더 민감하기 때문에 검출기 네트워크를 갖는 것이 유리한 이유 중 하나이다. 검출기들의 수가 적기 때문에 방향성도 또한 좋지 않다.

### 우주 급팽창에서
대폭발(빅뱅) 후 처음 10~36초 동안 우주가 급속히 팽창했던 가설적 시기인 우주 급팽창은 중력파를 발생시켰을 것이며, 이는 CMB 방사선의 편광에 특징적인 흔적을 남겼을 것이다.
마이크로파 복사의 패턴을 측정하여 원시 중력파의 특성을 계산할 수 있으며, 이러한 계산을 사용하여 초기 우주에 대해 배울 수 있다.

## 발전

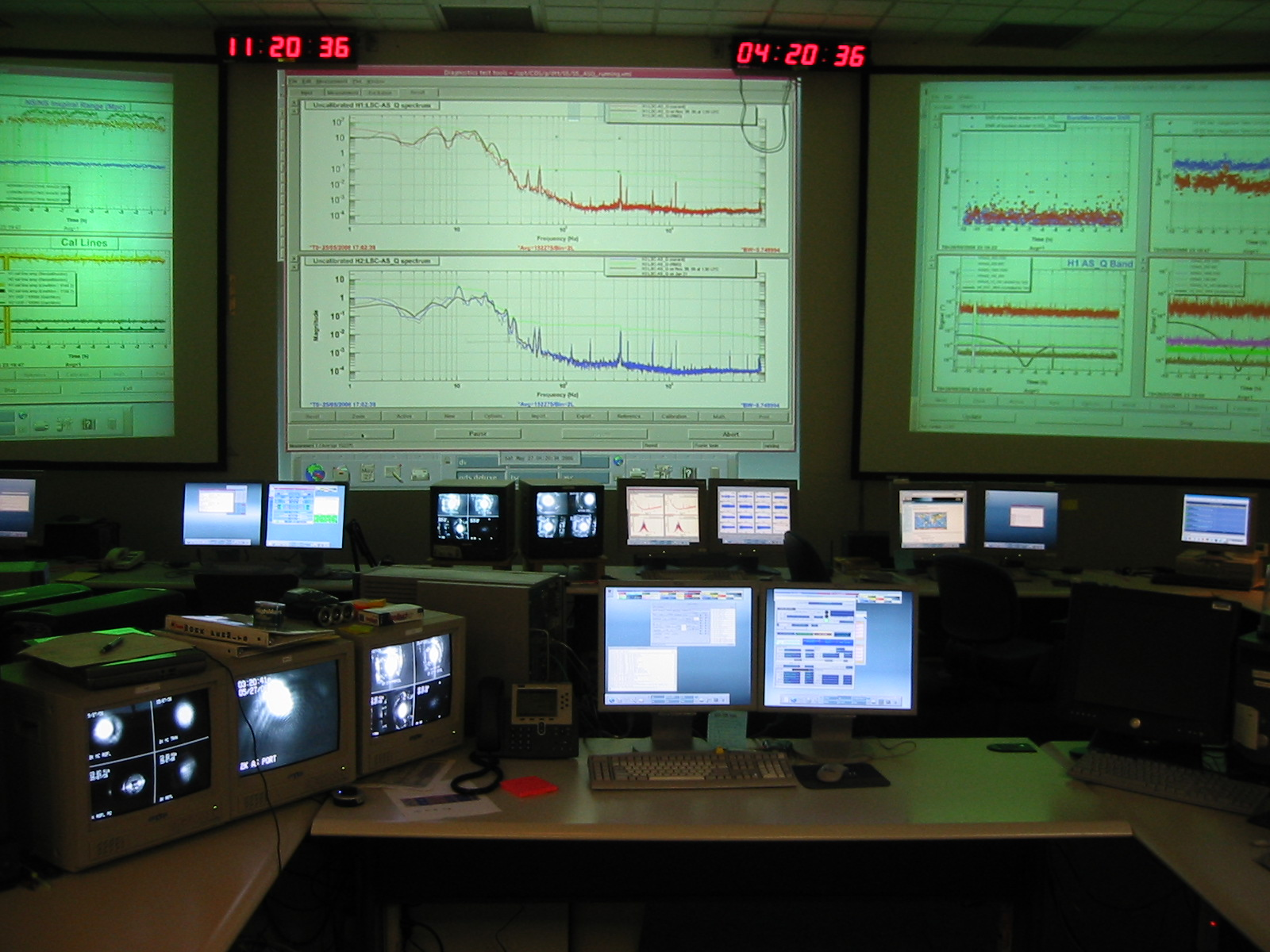
LIGO 핸포드 제어실

중력파 천문학은 신생 연구 분야로서 아직 개발 중이지만, 천체물리학계에서는 이 분야가 21세기 다중 메신저 천문학{Multi-messenger astronomy}의 확고한 구성 요소로 발전할 것이라는 데 동의하고 있다.
중력파 관측은 전자기 스펙트럼의 관측을 보완한다. 또한 중력파는 전자기파의 탐지 및 분석을 통해서는 불가능한 방식으로 정보를 얻을 수 있다고 약속한다. 전자파는 흡수 및 재방사되는 과정에서 파원에 대한 정보 추출을 어렵게 만든다. 그러나 중력파는 물질과 약하게만 상호작용하기 때문에 산란되거나 흡수되지 않는다. 이를 통해 천문학자들은 초신성의 중심, 항성 성운, 심지어 충돌하는 은하핵까지 새로운 방식으로 볼 수 있다.
지상 기반 탐지기는 두 항성질량 블랙홀의 쌍성계의 내나선 단계와 병합 그리고 중성자별 두 개의 병합에 관한 새로운 정보를 얻었다. 또한 중심부 붕괴 초신성들과 작은 변형을 가진 펄서 같은 주기적 발생원으로부터의 신호도 감지할 수 있었다. 초기 우주에서 (약 10-25초의 우주 시간에) 긴 우주 끈에서 발생하는 특정 종류의 상전이 또는 꼬임 폭발(kink burst)에 대한 추측이 사실이라면, 이것들도 감지 할 수 있다. LISA와 같은 우주 기반 검출기는 두 개의 백색왜성으로 구성된 쌍성, AM CVn 별(AM Canum Venaticorum star)들(백색왜성이 쌍성 파트너인 저질량 헬륨별로부터 물질을 축적하는 별)과 같은 천체를 감지하고, 초대질량 블랙홀의 병합과 작은 천체(태양 질량 1~천 개)가 그러한 블랙홀로 유입되는 것을 관측할 수 있어야 한다. LISA는 또한 지상 기반 검출기와 동일한 종류의 초기 우주 광원을 더 낮은 주파수와 훨씬 더 높은 감도로 들을 수 있어야 한다.
방출된 중력파를 탐지하는 것은 어려운 작업이다. 이 작업에는 매우 안정적인 고품질 레이저와 지상 기반 검출기인 GEO600에서 볼 수 있듯이 최소 2-10-22Hz-1/2의 감도로 보정된 검출기가 필요하다. 또한 초신성 폭발과 같은 큰 천문학적 사건에서도 이러한 파동은 원자 직경만큼 작은 진동으로 분해될 가능성이 있다고 제안되었다.

## 같이 보기
- 중력파 배경
- 중력파 검출기
- 중력파 관측 목록(List of gravitational wave observations)
- 일치하는 필터{matched filter}

## 추가 읽기
- Cutler, Curt; Thorne, Kip S. (2002), 〈An overview of gravitational-wave sources〉,   Bishop, Nigel; Maharaj, Sunil D., 《Proceedings of 16th International Conference on General Relativity and Gravitation (GR16)》, World Scientific, 4090쪽, arXiv:gr-qc/0204090, Bibcode:2002gr.qc.....4090C, ISBN 978-981-238-171-2
- Thorne, Kip S. (1995), “Gravitational radiation”, 《Particle and Nuclear Astrophysics and Cosmology in the Next Millennium》: 160, arXiv:gr-qc/9506086, Bibcode:1995pnac.conf..160T
- 《Gravitational Wave Astronomy》, Max Planck Institute for Gravitational Physics, 2013년 2월 6일에 원본 문서에서 보존된 문서, 2013년 1월 24일에 확인함
- Schutz, B. F. (1999), “Gravitational wave astronomy”, 《Classical and Quantum Gravity》 16 (12A): A131–A156, arXiv:gr-qc/9911034, Bibcode:1999CQGra..16A.131S, doi:10.1088/0264-9381/16/12A/307, S2CID 19021009
- 《LIGO Magazine》, LIGO Scientific Collaboration
- Seifert F.; Kwee P.; Heurs M.; Willke B.; Danzmann K. (2006), 《GEO600 Sensetivity》, 2009년 12월 23일에 원본 문서에서 보존된 문서